# Sayem
Sayem (Sylvain Mignot) est un musicien, producteur de musique électronique, compositeur et photographe français, originaire de Lafrançaise (Tarn-et-Garonne).

## Biographie
Dès ses débuts, des artistes tels que Alexis HK, Miss Kittin ou Cassius font appel à lui pour remixer certains de leurs morceaux. Dans la foulée, Nokia lui commande un titre pour illustrer une campagne publicitaire TV mondiale. Le comité international organisateur de la coupe du monde de rugby à XV choisit l’un de ses titres pour promouvoir l’événement 2007 à la télévision.
À Paris, Sayem rencontre l'ingénieur du son Jeff Dominguez (Cat Power, Cassius, 113, Oxmo Puccino, entre autres) qui mixera son premier album, Phonogénique, au studio Plus XXX (Paris). En parallèle, Sayem travaille auprès d'autres artistes tels que La Caution, Octobre Rouge, Benoît Dorémus ou Demon One.
En 2008, il est pré-sélectionné aux Victoires de la musique, section Musiques électroniques ou dance de l'année. En 2009, il fait partie de la sélection du Fair, dispositif d'aide aux artistes en début de carrière.
Son deuxième album A City Gone Mad W/Fever (Disque Primeur / EMI) sort en 2011. Il est co-réalisé avec Flairs et mixé par Pierrick Devin (Cassius / Adam Kkesher). Cet album est accompagné d'une BD faite par l'artiste Artus de Lavilléon.
Les artistes DSL (Ed Bangers) et Le Prince Miiaou sont aussi présents sur cet album.
En 2013, le musicien-producteur compose la musique du ballet contemporain, Don Quichotte, au Théâtre national de Chaillot (spectacle de José Montalvo).
En 2014, il compose la BO du film Qui vive de la réalisatrice Marianne Tardieu, avec les acteurs Reda Kateb et Adèle Exarchopoulos, ce qui lui donne l'occasion de participer au Festival de Cannes 2014.
Parallèlement, à partir de 2009, il est chargé des dispositifs d'accompagnement de FGO-Barbara (centre culturel parisien dont l'une des missions est l’accompagnement des artistes),.
En 2014, il commence à développer son activité de photographe et collabore à partir de 2016 avec Julien Doré sur ses albums, clips et tournées, en adoptant le nom de Marian Goledzinowski pour ce nouvel aspect de ses activités. Il se rend notamment dans plusieurs pays d'Afrique, notamment la Mauritanie, le Sénégal, le Mali, Madagascar et la République démocratique du Congo,.

## Projets musicaux

### Discographie
- 2004 : Maxi EP Phonogénique
- 2006 : BO Pour la campagne monde NOKIA
- 2006 : BO Pour la Coupe du Monde de rugby 2007
- 2007 : Album Phonogénique
- 2011 : Album A City Gone Mad w/ Fever

### Projets divers
- 2004 : Remix pour Miss Kittin Happy Violentime
- 2004 : Remix pour Alexis HK La Femme au 1000 amants
- 2005 : BO du court métrage Novice réalisé par Alexis Charrier
- 2007 : Remix pour Cassius Rock Number One
- 2007 : Remix pour Guts le Bienheureux And the Living Is Easy
- 2007 : Scratch sur l'album de Benoît Dorémus Jeunesse se passe
- 2011 : Remix pour Rover Aqualast
- 2013 : BO du spectacle Don Quichotte au Théâtre national de Chaillot
- 2014 : BO du film de Marianne Tardieu Qui vive

## Photographie
- 2016 : Illustrations de l'album de Julien Doré « & »[8]
- 2019 : Entre peinture et photographie - Sigrist et Goledzinowski (Galerie des Tuiliers, Lyon)[9]
- 2023 : La RATP invite Fisheye Magazine - Marian Goledzinowski (station Hôtel de Ville)[10]